# Mihály Borostyán
Mihály Borostyán (ur. 17 września 1956 w Sajószentpéter, zm. 6 września 2005 w Egerze) – węgierski piłkarz występujący na pozycji napastnika, reprezentant kraju, futsalista.

## Życiorys

### Kariera klubowa
W młodości poza piłką nożną przejawiał także zainteresowanie tenisem stołowym. Był wychowankiem Sajóbábony VSE. Seniorską karierę rozpoczynał w 1975 roku w Diósgyőri VTK. W NB I zadebiutował 10 maja 1975 roku w zremisowanym 0:0 spotkaniu z Újpesti Dózsa SC. Od sezonu 1975/1976 stał się zawodnikiem podstawowego składu Diósgyőri VTK. Pierwszą bramkę w lidze zdobył 30 sierpnia 1975 roku w wygranym 2:1 meczu z Zalaegerszegi TE. W 1977 roku zdobył z klubem Puchar Węgier. Sezon 1978/1979 zakończył na trzecim miejscu w lidze. Jesienią 1979 roku otrzymał powołanie do wojska. W sezonie 1979/1980 dotarł z klubem do 1/8 finału Pucharu UEFA, zdobył ponadto w tamtej edycji bramki z Dundee United i 1. FC Kaiserslautern. W 1980 roku po raz drugi zdobył z klubem puchar kraju. Zawodnikiem Diósgyőri VTK był do 1984 roku, rozgrywając dla tego klubu łącznie 241 spotkań ligowych.
Po spadku DVTK do NB II przeszedł do Vasasu SC. W 1986 roku wraz z Vasasem zdobył Puchar Węgier. W latach 1987–1989 grał w Siófoki Bányász SE. W 1990 roku został zawodnikiem Myllykosken Pallo-47, dla którego wystąpił w 20 meczach drugiej ligi fińskiej. Następnie występował w drugoligowych klubach węgierskich: Hatvani KVSC i Rákospalotai EAC, a także w czwartoligowym Multi-Rocco FC. Później był jeszcze zawodnikiem Bélapátfalvai SKE i Egerszalók SE.

### Kariera reprezentacyjna
W latach 1975–1982 dwunastokrotnie występował w młodzieżowych reprezentacjach Węgier. Cztery razy był także członkiem reprezentacji olimpijskiej. 12 września 1979 roku zadebiutował w reprezentacji A w wygranym 2:1 towarzyskim spotkaniu z Czechosłowacją. Ogółem w seniorskiej reprezentacji rozegrał pięć oficjalnych meczów, ostatni 6 października 1982 roku w przegranym 0:1 towarzyskim meczu z Francja. Zdobył ponadto hat-tricka w nieoficjalnym meczu z Arubą 12 grudnia 1982 roku, wygranym przez Węgry 9:0.

### Futsal
Poza piłką nożną grał także w futsal. Był uczestnikiem Mistrzostw Świata 1989, na których zdobył sześć goli, zostając wicekrólem strzelców turnieju. W 1993 roku grał ponadto w futsalowej drużynie Egri Fiúk.

### Styl gry
We wspomnieniach koledzy i rywale Borostyána z boiska wskazywali na takie jego cechy charakterystyczne, jak wyczucie gry, szybkość, zwinność i umiejętność nagłego zatrzymania się z piłką i zmiany kierunku.

### Życie prywatne i śmierć
W 1981 roku poznał Judit (ur. 1965), z którą ożenił się latem 1984 roku. To małżeństwo miało dwoje dzieci.
Zmarł z niedoboru tlenu wskutek chorej opłucnej. Jego choroba trwała trzy lata.

## Statystyki ligowe
| Sezon         | Klub                 | Liga         | Mecze | Gole |
| ------------- | -------------------- | ------------ | ----- | ---- |
| 1974/1975 (w) | Diósgyőri VTK        | NB I         | 2     | 0    |
| 1975/1976     | Diósgyőri VTK        | NB I         | 23    | 1    |
| 1976/1977     | Diósgyőri VTK        | NB I         | 29    | 1    |
| 1977/1978     | Diósgyőri VTK        | NB I         | 18    | 2    |
| 1978/1979     | Diósgyőri VTK        | NB I         | 15    | 4    |
| 1979/1980     | Diósgyőri VTK        | NB I         | 34    | 5    |
| 1980/1981     | Diósgyőri VTK        | NB I         | 30    | 8    |
| 1981/1982     | Diósgyőri VTK        | NB I         | 34    | 13   |
| 1982/1983     | Diósgyőri VTK        | NB I         | 29    | 12   |
| 1983/1984     | Diósgyőri VTK        | NB I         | 27    | 9    |
| 1984/1985     | Vasas SC             | NB I         | 26    | 7    |
| 1985/1986     | Vasas SC             | NB I         | 29    | 12   |
| 1986/1987     | Vasas SC             | NB I         | 19    | 3    |
| 1987/1988     | Siófoki Bányász SE   | NB I         | 26    | 3    |
| 1988/1989     | Siófoki Bányász SE   | NB I         | 20    | 4    |
| 1989/1990 (j) | Siófoki Bányász SE   | NB I         | 11    | 0    |
| 1990          | Myllykosken Pallo-47 | I divisioona | 20    | 3    |
| 1990/1991     | Hatvani KVSC-Deko    | NB II        | 18    | 3    |